# Ардон (Јура)
Ардон (фр. Ardon) насеље је и општина у источној Француској у региону Франш-Конте, у департману Јура која припада префектури Лон ле Соније.
По подацима из 2011. године у општини је живело 135 становника, а густина насељености је износила 26,79 становника/km². Општина се простире на површини од 5,04 km². Налази се на средњој надморској висини од 560 метара (максималној 637 m, а минималној 525 m).

## Демографија
| 1962. | 1968. | 1975. | 1982. | 1990. | 1999. | 2011. |
| ----- | ----- | ----- | ----- | ----- | ----- | ----- |
| 115   | 134   | 147   | 110   | 148   | 141   | 135   |

График промене броја становника у току последњих година